# Българско училище „Васил Левски“ (Токио)
Българското училище „Васил Левски“ е училище на българската общност в град Токио, Япония. Създадено е на 15 септември 2024 г. към Посолството на България в Япония, а първа учителката в училището е г-жа Анелия Любенова. При откриването му присъства българската посланичка Мариета Арабаджиева. Училището е разкрито по инициатива на Посолството заради силния интерес от страна на българската общност в града.